# Porta Nigra

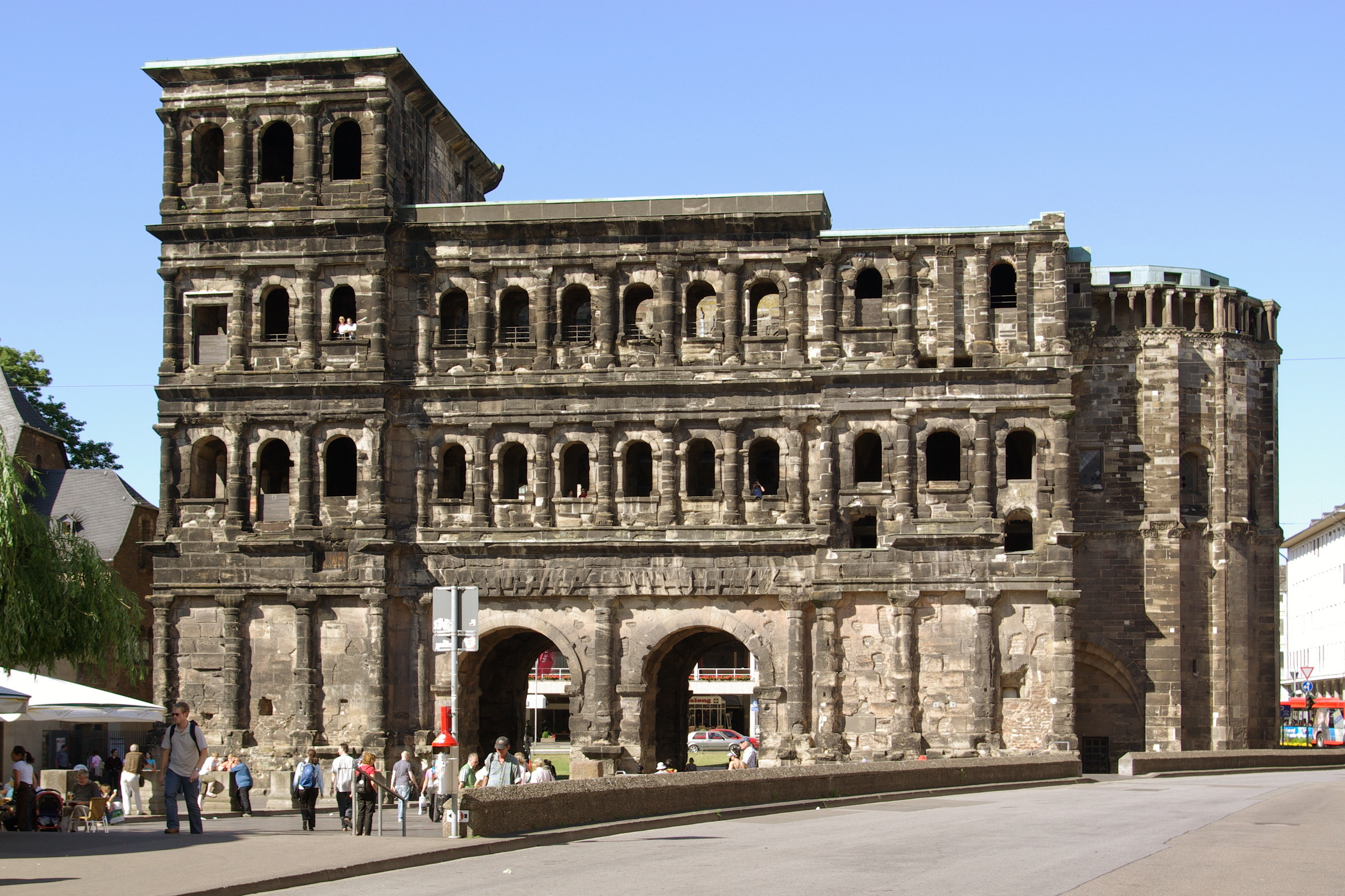
La Porta Nigra del lado de la ciudad.

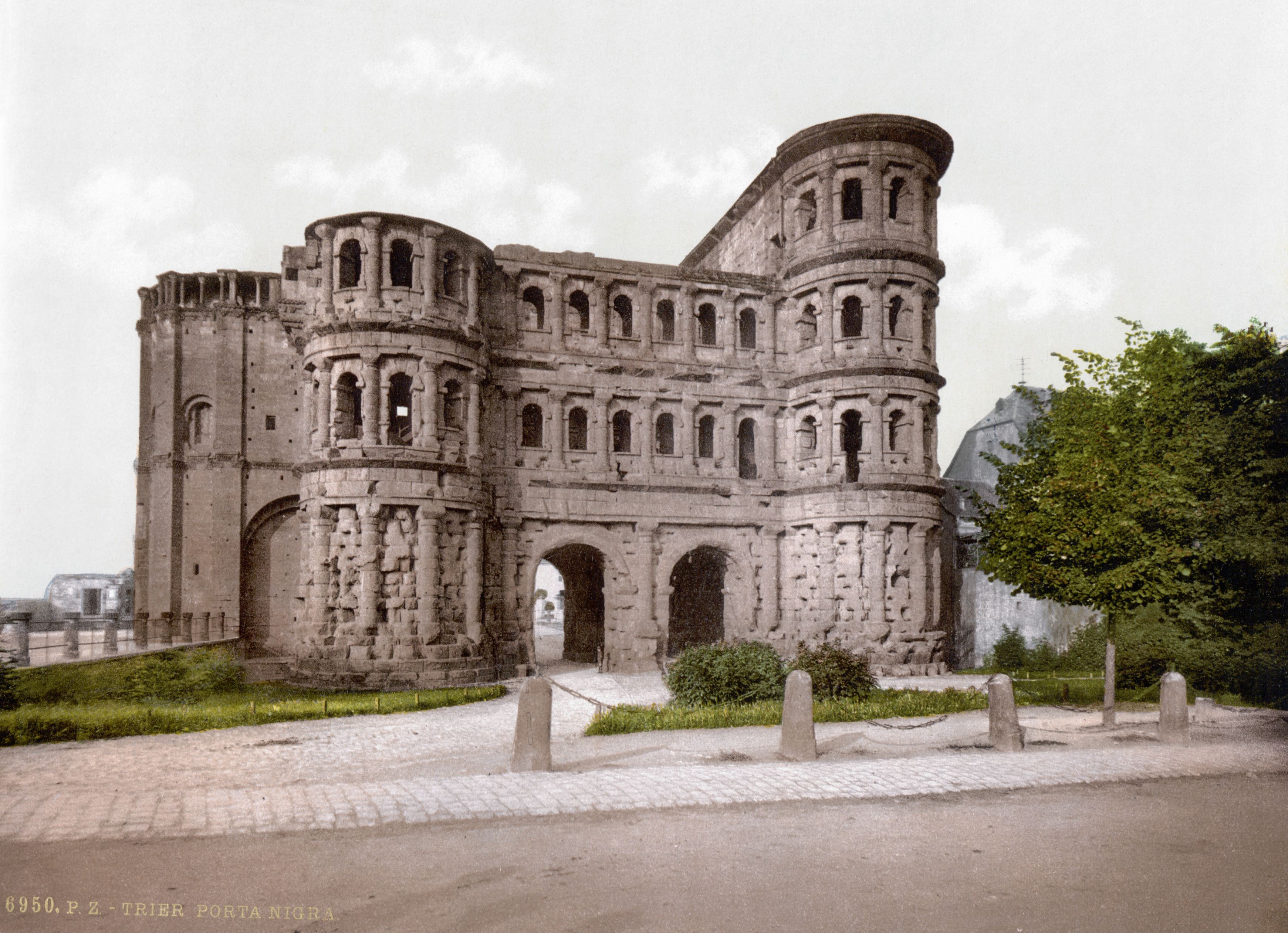
La Porta Nigra hacia 1900.

La Porta Nigra (en latín Puerta negra) es una puerta monumental construida en la época del Imperio romano que formaba parte de las fortificaciones de la ciudad de Tréveris. Es parte del Patrimonio de la Humanidad de la Unesco desde 1986.
Es el monumento emblemático de la ciudad de Tréveris, una de las más antiguas de Alemania. Los habitantes la llaman en general simplemente por la abreviación Porta. En la actualidad, la torre que ha sobrevivido es cuadrada y tiene una altura de alrededor de 30 metros.

## Historia
Esta puerta monumental fue construida hacia el año 180 como entrada septentrional de la ciudad de Augusta Treverorum al país del Trévires, o sea Tréveris. Su nombre procede del color oscuro de la piedra, debida a la pátina de los años: está certificado que se remonta hasta la Edad Media.
La puerta fue construida con grandes bloques de piedra arenisca y no se utilizó mortero en su construcción. Se dice que el diseño sin mortero fue una técnica defensiva adicional para hacer que la estructura fuera más resistente a los ataques
El monje bizantino Simeón se instaló en el monumento como cenobita hacia el año 1028. Después de su muerte en 1035, fue canonizado y se construyó un santuario en su honor, con lo que la Porta Nigra se convirtió en una iglesia doble; para eso se adecuaron dos santuarios superpuestos cuyo ábside se puede ver aún hoy.
En 1802, Napoleón Bonaparte hizo destruir la iglesia y el santuario. En 1804, a su paso por Tréveris, decide eliminar también las otras adiciones, lo que permite restaurar el aspecto de la construcción romana.
En 1986, la Porta Nigra, así como otros monumentos romanos que se conservan en Tréveris y en la región, se inscribe en la lista de Patrimonio de la Humanidad por la Unesco, dentro del conjunto denominado Monumentos romanos de Tréveris (Porta Nigra, anfiteatro, basílica de Constantino, Barbarathermen, puente romano de Tréveris, termas imperiales y columna de Igel), catedral de Tréveris e iglesia de Nuestra Señora de Tréveris.

## Presencia en la cultura y numismática
La Porta Nigra ha sido destacada en diversas ocasiones como símbolo cultural e histórico de Alemania. Apareció representada en sellos postales alemanes en tres ocasiones: en 1940, durante la Segunda Guerra Mundial; en 1947, en la etapa de reconstrucción posterior al conflicto, y en 1984, con motivo del bimilenario de la fundación de la ciudad de Tréveris, reforzando su asociación con el legado romano de la región.
En el ámbito numismático, la Porta Nigra fue seleccionada para figurar en la moneda conmemorativa de 2 euros emitida en 2017, dedicada al estado federal de Renania-Palatinado. Esta moneda sucedió a la de 2016, que representaba al Palacio Zwinger en Dresde, como parte de una serie que destaca los principales monumentos de los estados alemanes. Su inclusión en esta serie refuerza su importancia como emblema histórico y turístico no solo de Tréveris, sino de toda Alemania.